# Narodi svijeta Ž
Narodi svijeta Ž
Žanejevci.
- Lokacija:
- Jezik/porijeklo: pripdaju Čerkezima
- Populacija:
- Kultura:
- Vanjske poveznice:

Židovi. Ostali nazivi: Jevreji;  Hebreji (stariji naziv), Jews (engleski), Ćifuti (podrugljiv naziv). Евреи (ruski)
- Lokacija:
- Jezik/porijeklo: semitski.
- Populacija (2007):
- Vanjske poveznice:

Žuti Ujguri: Ostali nazivi Joguri (Yogurs)
- Lokacija: sjeverozapad provincije Gansu, Kina.
- Jezik/Porijeklo: turski narod, altajska porodica. Saro Ujguri ili zapadni Žuti Ujguri srodni Ujgurima. Oko ⅓ kao prvim jezikom govori kineski. Istočna grupa naziva se Shera Ujguri ili Enger Yugur (Enger Ujguri) i govore mongolski.
- Populacija: 12,297 (1990).
- Vanjske poveznice: Yugur